# Veranclassic-Doltcini/Saison 2015
Dieser Artikel listet Erfolge und Fahrer des Radsportteams Veranclassic-Doltcini in der Saison 2015 auf.

## Erfolge in der UCI Africa Tour
| Datum    | Rennen                  | Kat. | Fahrer       |
| -------- | ----------------------- | ---- | ------------ |
| 7. April | 5. Etappe Tour du Maroc | 2.2  | Justin Jules |

## Erfolge in der UCI Europe Tour
| Datum   | Rennen                                    | Kat. | Fahrer        |
| ------- | ----------------------------------------- | ---- | ------------- |
| 10. Mai | Grand Prix de la Ville de Nogent-sur-Oise | 1.2  | Robin Stenuit |
| 29. Mai | 1. Etappe Tour de Gironde                 | 2.2  | Robin Stenuit |
| 7. Juni | Memorial Philippe Van Coningsloo          | 1.2  | Robin Stenuit |

## Erfolge im Cyclocross 2014/2015
| Datum        | Rennen                    | Kat. | Fahrer        |
| ------------ | ------------------------- | ---- | ------------- |
| 9. November  | City Cross Cup 2, Lorsch  | C2   | Sascha Weber  |
| 14. Dezember | Japanische Meisterschaft  | CN   | Yu Takenouchi |
| 14. Dezember | EKZ CrossTour, Eschenbach | C1   | Sascha Weber  |

## Abgänge – Zugänge
| Zugänge                              | Team 2014                  | Abgänge                                  | Team 2015                        |
| ------------------------------------ | -------------------------- | ---------------------------------------- | -------------------------------- |
| Edwig Cammaerts                      | Cofidis, Solutions Crédits | Cameron Karwowski                        | Avanti Racing Team               |
| Antoine Leleu                        | Color Code-Biowanze        | Darijus Džervus                          | CCT p/b Champion System          |
| Niels De Rooze                       | Josan-To Win Cycling Team  | Tom Goovaerts                            | CCT p/b Champion System          |
| Dirk Finders                         | Josan-To Win Cycling Team  | Sascha Weber                             | CCT p/b Champion System          |
| Julien Van Den Brande                | Josan-To Win Cycling Team  | Joeri Stallaert                          | Cibel                            |
| Justin Jules                         | La Pomme Marseille 13      | Wouter Mol                               | Cyclingteam Join’s – De Rijke    |
| Thomas Vaubourzeix                   | La Pomme Marseille 13      | Bob Schoonbroodt                         | Parkhotel Valkenburg Continental |
| Robin Stenuit                        | Wallonie-Bruxelles         | Rick Ottema                              | Colba-Superano Ham               |
| Robbe Casier                         | Neoprofi                   | Gilles Devillers                         | Ottignies-Pervez                 |
| David Desmecht                       | Neoprofi                   | Patrick Gaudy                            | Ottignies-Pervez                 |
| Oskar Goyvaerts                      | Neoprofi                   | Hamish Schreurs                          | Sojasun Espoir-ACNC              |
| Martial Roman                        | Neoprofi                   | Giorgio Brambilla                        | Karriereende                     |
| Mélvin Rullière                      | Neoprofi                   | Denis Flahaut                            | Unbekannt                        |
| Jonathan Breyne (ab 16. November)    | Douchy-Thalassa            | Frederik Vandewiele                      | Unbekannt                        |
| Julien Dechesne (ab 16. November)    | Ottignies-Pervez           | Kevin Verwaest                           | Unbekannt                        |
| Jelle Goderis (ab 1. August)         | Ottignies-Pervez           | Patrick Gaudy (bis 16. Februar)          | Tod                              |
| Mathias Krigbaum (ab 16. November)   | Lotto-Soudal U23           | Paul-Mikaël Menthéour (bis 26. November) | Unbekannt                        |
| Paul-Mikaël Menthéour (ab 1. August) | Côtes d'Armor-Marie Morin  | Martial Roman (bis 26. November)         | Unbekannt                        |
| Arnaud Voss (ab 16. November)        | Ottignies-Pervez           | Sébastien Rosseler (bis 1. August)       | Unbekannt                        |
|                                      |                            | Melvin Rullière (bis 26. November)       | Unbekannt                        |
|                                      |                            | Thomas Vaubourzeix (bis 26. Juni)        | Unbekannt                        |

## Mannschaft
| Name                      | Geburtstag         | Nationalität |              |
| ------------------------- | ------------------ | ------------ | ------------ |
| Jonathan Breyne           | 4. Januar 1991     | Belgien      |              |
| Edwig Cammaerts           | 17. Juli 1987      | Belgien      |              |
| Robbe Casier              | 16. Juli 1996      | Belgien      |              |
| Niels De Rooze            | 6. September 1992  | Belgien      |              |
| Julien Dechesne           | 10. April 1991     | Belgien      |              |
| David Desmecht            | 22. Dezember 1992  | Belgien      |              |
| Serge Dewortelaer         | 28. Oktober 1991   | Belgien      |              |
| Dirk Finders              | 29. Juli 1985      | Deutschland  |              |
| Gorik Gardeyn             | 17. März 1980      | Belgien      |              |
| Patrick Gaudy             | 9. März 1977       | Belgien      |              |
| Jelle Goderis             | 24. März 1991      | Belgien      |              |
| Justin Jules              | 20. September 1986 | Frankreich   |              |
| Mathias Krigbaum          | 3. Februar 1995    | Dänemark     |              |
| Antoine Leleu             | 20. September 1993 | Belgien      |              |
| Paul-Mikaël Menthéour     | 21. Juni 1989      | Frankreich   |              |
| Martial Roman             | 30. November 1987  | Frankreich   |              |
| Sébastien Rosseler        | 15. Juli 1981      | Belgien      |              |
| Melvin Rullière           | 22. Dezember 1989  | Frankreich   |              |
| Robin Stenuit             | 16. Juni 1990      | Frankreich   |              |
| Yu Takenouchi             | 1. September 1988  | Japan        |              |
| Francesco Van Coppernolle | 16. April 1991     | Belgien      |              |
| Julien Van Den Brande     | 6. Januar 1995     | Belgien      |              |
| Thomas Vaubourzeix        | 16. Juni 1989      | Frankreich   |              |
| Arnaud Voss               | 4. November 1992   | Belgien      |              |
| Stagiaires                | Stagiaires         | Nationalität | Nationalität |
| Walle Kahkahy             | Walle Kahkahy      | Marokko      |              |
| Kenny Willems             | Kenny Willems      | Belgien      |              |